# Bishopthorpe Palace
Bishopthorpe Palace es una casa de campo y casa histórica en Bishopthorpe, al sur de York, en la ciudad de York autoridad unitaria y ceremonial condado de North Yorkshire, Inglaterra. Está situado en el río Ouse y es la residencia oficial del Arzobispo de York; dentro del área local a veces se llama simplemente "el Palacio arzobispal".

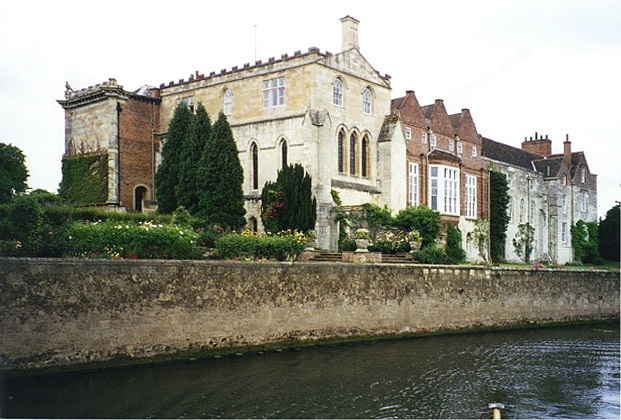
Bishopthorpe Palace viewed from the Ouse, 1995

En 1226, el arzobispo Grey compró la casa solariega en lo que entonces era St. Andrewthorpe y se la dio al Decano y capítulo de York Minster. Desde entonces, el pueblo se hizo conocido como Bishopthorpe. En 1241 construyó una Casa Solariega y una Capilla en el sitio. Un ala norte de ladrillo rojo fue construido en el siglo XV y el Gatehouse fue construido en 1765. En 1863, se construyó una torre de agua para extraer agua de un pozo, en lugar de usar agua de río para beber. La torre fue demolida en 1946, pero algunos cimientos todavía son visibles en el jardín de Iona Lodge
El palacio es un edificio catalogado de grado I en un entorno rural arbolado e incluye una casa de la puerta, establos, una cervecería y una casa de cerveza. Fue remodelado por Thomas Atkinson entre 1763 y 1769. 
El arzobispo John Sentamu no se trasladó inicialmente al palacio, ya que estaba comenzando una importante renovación y restauración en ese momento.